# Прислон (Кимрский район)
Присло́н — деревня в Кимрском районе Тверской области. Входит в состав Титовского сельского поселения. 

## География
Расположена на правом берегу реки Волги между городами Дубна и Кимры.

## История
В 1859 году владельческие деревня и сельцо Калязинского уезда, 2-го стана, по правую сторону от Дмитровского тракта, в 66 верстах от уездного города, при реке Волге. В деревне 43 двора, 268 жителей (128 мужчин, 140 женщины). В сельце 1 двор, 5 жителей (2 мужчины, 3 женщины).

## Название
Свидетельства летописи опровергают представления современных топонимистов о том, что название деревни Прислон восходит к бурлацкому термину «прислоняться», то есть причаливать.

## Население
| 2010 |
| ---- |
| 24   |

Население по переписи 2002 года — 63 человека, 25 мужчин, 38 женщин; преобладающая национальность — русские (95%)

Постоянных жителей 41 (на 2008 год).